# Ernesto Mascheroni
Ernesto Mascheroni (21. listopad 1907, Montevideo, Uruguay – 3. červenec 1984, Montevideo, Uruguay) byl Uruguaysko-italský fotbalista. Nastupoval především na postu obránce.
S uruguayskou reprezentací vyhrál mistrovství světa ve fotbale 1930. V národním týmu působil v letech 1930–1939 a odehrál za něj 13 utkání. V letech 1934–1936 působil v Itálii (hrál za Ambrosianu Milán), během této doby dvakrát nastoupil i za italský národní tým, což FIFA tehdy ještě umožňovala.
S Peñarolem Montevideo se stal čtyřikrát mistrem Uruguaye (1932, 1936, 1937, 1938).

## Hráčská statistika
| Sezóna           | Klub             | Liga             | Liga   | Liga | Ligové poháry | Ligové poháry | Ligové poháry | Kontinentální poháry | Kontinentální poháry | Kontinentální poháry | Celkem | Celkem |
| Sezóna           | Klub             | Soutěž           | Zápasy | Góly | Soutěž        | Zápasy        | Góly          | Soutěž               | Zápasy               | Góly                 | Zápasy | Góly   |
| ---------------- | ---------------- | ---------------- | ------ | ---- | ------------- | ------------- | ------------- | -------------------- | -------------------- | -------------------- | ------ | ------ |
| 1934/35          | Ambrosiana-Inter | Serie A          | 23     | 2    | -             | 0             | 0             | Stř.P                | 2                    | ?                    | 25     | 2+     |
| 1935/36          | Ambrosiana-Inter | Serie A          | 30     | 1    | IP            | 2             | 1             | Stř.P                | 6                    | ?                    | 38     | 2+     |
| Celkově za Inter | Celkově za Inter | Celkově za Inter | 53     | 3    | -             | 2             | 1             | -                    | 8                    | ?                    | 63     | 4+     |

## Hráčské úspěchy

### Klubové
- 3× vítěz uruguayské ligy (1932, 1937, 1938)

### Reprezentační
- 1x na MS (1930 - zlato)
- 1x na MP (1933-1935 - zlato)
- 2x na CA (1929 - bronz, 1939 - stříbro)